# Mario Rossi (militare)
Mario Rossi (Napoli, 2 giugno 1922 – Roma, 2 febbraio 2017) è stato un generale italiano che ha ricoperto le cariche di Vice Commissario del Governo per il Terremoto in Friuli (1976-77), di Comandante del III Corpo d’Armata e di Presidente del Consiglio superiore delle forze armate.

## Biografia
Nato a Napoli nel 1922, Mario Rossi si iscrive nel novembre 1940 all’Accademia di Artiglieria e Genio. Nominato Sottotenente di Artiglieria nel marzo 1942 partecipa alle campagne di guerra 1942-1943 nel 59º Reggimento Artiglieria “Cagliari” a Kalamata (Peloponneso). 
Dopo l’8 settembre 1943 si unisce ai partigiani greci e viene catturato ad Atene dai tedeschi.  Nel 1944-1945 è prigioniero in cinque campi di concentramento: due in Polonia (Siedlce e Deblin-Irena) e tre in Germania (Sandbostel dove starà più di un anno; Wietzendorf e infine Muhlberg dove viene liberato dai russi). Volontario della Libertà in quanto si rifiutò sempre di aderire alla Repubblica Sociale Italiana.
Dopo la fine del conflitto frequenta la Scuola di Applicazione, la Scuola di Guerra e dal 1959 l’Ecole Supérieure de Guerre e il Cours Supérieur Interarmées (Francia).
Da colonnello comanda il 5º Reggimento Artiglieria da campagna “Superga” per poi divenire Capo Ufficio del Capo Stato Maggiore dell’Esercito e, poi, della Difesa.
Il 7 maggio del 1976, come massima autorità militare di Udine quale Comandante della Divisione Mecc. “Mantova”, viene nominato Vice Commissario Straordinario di Governo in Friuli, responsabile delle operazioni militari di soccorso alle popolazioni colpite dal terremoto. 
Promosso generale di corpo d'armata è Ispettore dell’Arma di Artiglieria, Comandante del III Corpo d'Armata a Milano; Presidente del Centro Alti Studi per la Difesa e, infine, Presidente del Consiglio Superiore delle Forze Armate. 
Laurea e Master in Scienze Strategiche (Università degli Studi di Torino) 30 maggio 2002

## Onorificenze
- Cavaliere di Gran Croce dell’Ordine al Merito della Repubblica Italiana (7 marzo 1985).
- Gran Croce di Grazia Magistrale del Sovrano Militare Ordine di Malta (16 maggio 1997)
- Officier de la Légion d’Honneur (15 maggio 1991)
- Medaglia Mauriziana (20 ottobre 1983)
- Cittadinanza onoraria di Udine (29 aprile 1977) e di altri Comuni del Friuli come Vice Commissario del Governo (1976-1977)